# エーリヒ・エーアリンガー
エーリヒ・エーアリンガー（Erich Ehrlinger、1910年10月14日 ‐ 2004年7月31日）は、ナチス・ドイツ親衛隊（SS）の将軍。SDや国家保安本部の高官。戦時中にはアインザッツグルッペンの指揮官をしていた。最終階級は親衛隊少将（SS-Brigadeführer）。

## 略歴
1910年、ドイツ帝国のギンゲン・アン・デア・ブレンツ市の市長クリスティアン・エーアリンガー（Christian Ehrlinger）の息子として同地に生まれる。キールやベルリンで法律を学んだ後、第一次世界大戦後のヴュルテンベルク自由人民州（Freier Volksstaat Württemberg）の公務員となった。
1931年6月にナチ党と突撃隊（SA）に入隊している。突撃隊の様々な部隊の指揮官となり、1933年12月には突撃隊中尉（SA-Obersturmführer）に昇進した。1934年3月から突撃隊のスポーツ監督学校で教官を務めた。
1935年6月22日に親衛隊（SS）に移籍した。9月にラインハルト・ハイドリヒに抜擢されてSD本部に移り、ポーランドでの宣伝工作活動に関する事務所を任せられた。1938年のオーストリア併合後にはウィーンのSD設立に携わり、また1939年3月のチェコスロバキア併合後にはプラハのSD設立に携わった。この際の1939年3月から9月にかけてプラハでアインザッツグルッペンの部隊アインザッツコマンド（Einsatzkommando）の指揮官となり、反ナチ分子などの殺人行動を指揮している。
ポーランド占領後の1939年11月から1940年3月にかけてアインザッツグルッペン4に勤務し、併せてワルシャワの保安警察及びSD司令官に任じられた。1940年3月に武装親衛隊に入隊して軍務にあたり、7月には二級鉄十字章を叙勲したが、1940年8月には武装親衛隊を離れた。1940年8月から1941年2月にかけてはノルウェーに配属され、ここでハインリヒ・ヒムラーの代理を務め、そこで親衛隊組織創設の指揮を執った。その後、国家保安本部（RSHA）へ戻ったが、1941年6月からはアインザッツグルッペンA隊の「ゾンダーコマンド（Sonderkommando）1b部隊」の隊長をつとめることとなった。また1943年8月から1944年4月にかけてはアインザッツグルッペンB隊の司令官となっている。この間、彼のアインザッツグルッペンが展開していたキエフ・ミンスク・ウクライナの保安警察及びSD司令官にも任命された。1943年9月から1944年4月にかけてはベラルーシ親衛隊及び警察指導者（SS- und Polizeiführer „Weißruthenien“）にも就任している。アインザッツグルッペン時代には、週に40人ペースで処刑の承認を行ない、時には自身が手を下すこともあった。
1944年夏頃から敗戦までベルリンの国家保安本部第I局（人事局）の局長となった。この間親衛隊少将に昇進している。
エーアリンガーは1945年2月頃、自身の家族をベルリンから疎開させ、また自身の写真や身元特定につながるものを破棄させた。同年4月8日には、エーアリンガーは家族と会い、パンツァーファウストを渡している。
エーアリンガーは終戦後、国防軍下士官の軍隊手帳を得て、身分を偽称しイギリス軍に降伏する。数週間後には釈放され、1951年までカールスルーエにあるアメリカ軍の飛行場で働いていた。1947年時点でエーアリンガーは秘書と結婚しており、かつての妻と再会し、生活の援助のために仕送りをすることを約束する。1951年にはエーアリンガーは元の身分を取り戻しており、妻への仕送りは1952年3月まで続けていたが、仕送りを出し渋ったところ、妻が警察にエーアリンガーの居所を告発し、露見した。
その後、西ドイツ政府により拘束され、長きにわたり未決勾留されたが、結局審理不能を理由に裁判手続きが打ち切られ、1969年になって釈放された。2004年にカールスルーエで死去。

## キャリア

### 階級
- 1933年5月、突撃隊少尉（SA-Sturmführer）
- 1933年12月、突撃隊中尉（SA-Obersturmführer）
- 1935年7月1日、親衛隊少尉（SS-Untersturmführer）
- 1936年4月20日、親衛隊中尉（SS-Obersturmführer）
- 1936年11月9日、親衛隊大尉（SS-Hauptsturmführer）
- 1938年3月12日、親衛隊少佐（SS-Sturmbannführer）
- 1939年1月30日、親衛隊中佐（SS-Obersturmbannführer）
- 1943年9月1日、親衛隊大佐（SS-Standartenführer）
- 1944年6月27日、警察上級大佐（Oberst der Polizei）
- 1944年11月9日、親衛隊上級大佐（SS-Oberführer）
- 不詳、親衛隊少将（SS-Brigadeführer）

### 叙勲
- 1940年7月2日、二級鉄十字章
- 1943年8月27日、一級鉄十字章